# Beaucarnea
Genre
Classification APG III (2009)
Beaucarnea est un genre de plantes succulentes tropicales de la famille des Asparagaceae.
Elles sont originaires du Mexique et d'Amérique centrale. Il est inclus dans le genre Nolina par certains botanistes[Lesquels ?]. Précédemment, il appartenait à la famille des Nolinaceae ou à celle des Agavaceae.

## Étymologie
Le nom de genre Beaucarnea est donné en hommage au notaire, collectionneur et phytogénéticien belge Jean-Baptiste Beaucarne qui découvrit cette plante au Mexique en 1861 et la rapporta au jardin botanique de la Maison Beaucarne (nl), près de Ename. Cette plante, le Beaucarnea recurvata, lui permit, la même année, de remporter un prix horticole.

## Description
Les individus font entre 6 et 10 m de haut, avec un tronc de 20 à 40 cm de diamètre renflé à la base, ce qui leur vaut parfois le nom de pied d’éléphant ou d'arbre bouteille[réf. nécessaire]. Les jeunes plantes présentent une seule tige. De nouvelles branches n'apparaissent qu'après la floraison. Les feuilles persistantes sont de couleur verte et de forme très allongée et fine : jusqu'à 1,8 m de long mais seulement 2 cm de large.
Les fleurs n'apparaissent que sur les sujets âgés, formant une grande panicule de 75 à 110 cm de long. Les fleurs individuelles sont nombreuses mais insignifiantes (1,5 mm de diamètre), blanc-verdâtre, avec 6 pétales.

## Liste des espèces
Selon NCBI (15 avril 2021) :
- Beaucarnea compacta
- Beaucarnea glassiana
- Beaucarnea goldmanii
- Beaucarnea gracilis
- Beaucarnea guatemalensis
- Beaucarnea hiriartiae
- Beaucarnea hookeri
- Beaucarnea pliabilis
- Beaucarnea purpusii
- Beaucarnea recurvata
- Beaucarnea sanctomariana
- Beaucarnea stricta

## Mode de culture
Dans des régions protégées comme la Côte d'Azur, les Beaucarneas sont parfois installés dans les rues comme plantes décoratives.
Elles peuvent aussi être cultivées comme plantes d'appartement, même si elles atteignent parfois un grand développement. Prévoir un sol bien drainé.
Ne pas arroser en hiver pour éviter le risque de pourriture. En été, la plante apprécie des températures élevées avec des arrosages abondants.